# Mycopara shawii
Mycopara shawii är en svampart som beskrevs av Bat. & J.L. Bezerra 1960. Mycopara shawii ingår i släktet Mycopara, divisionen sporsäcksvampar och riket svampar.   Inga underarter finns listade i Catalogue of Life.